# Karl I. (Hohenzollern)

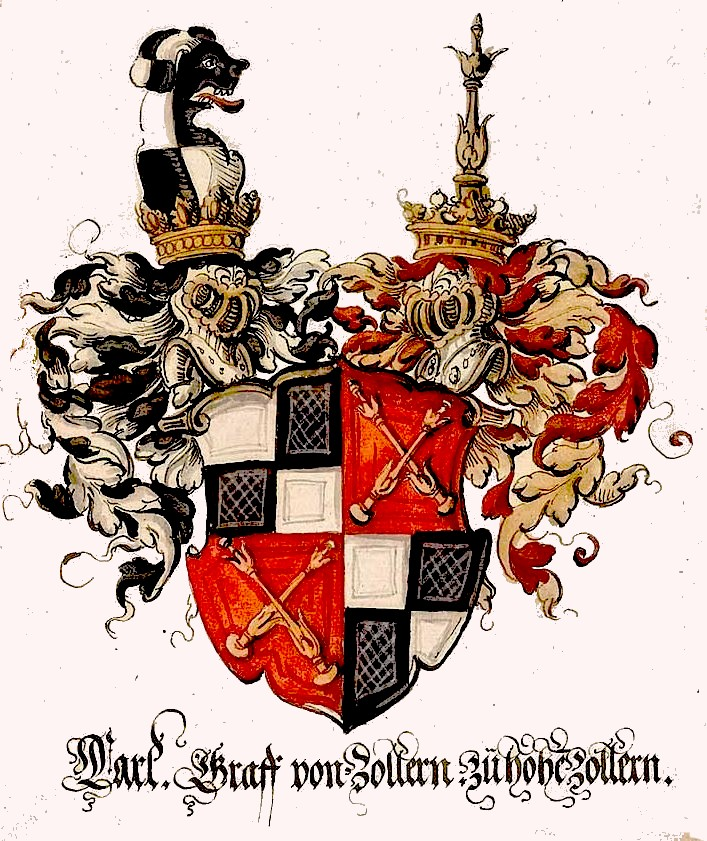
Wappen „Carl Graff von Zollern zu Hohezollen“ (geviert das Stammwappen Zollern und das Zepter als Zeichen der Erbkämmerer)

Karl I. von Hohenzollern (* 1516 in Brüssel; † 18. März 1576 Schloss Sigmaringen) war von 1525 bis 1575 Graf von Hohenzollern aus dem Haus Hohenzollern. Er war Reichserbkämmerer und Reichshofratspräsident des Heiligen Römischen Reichs.

## Leben

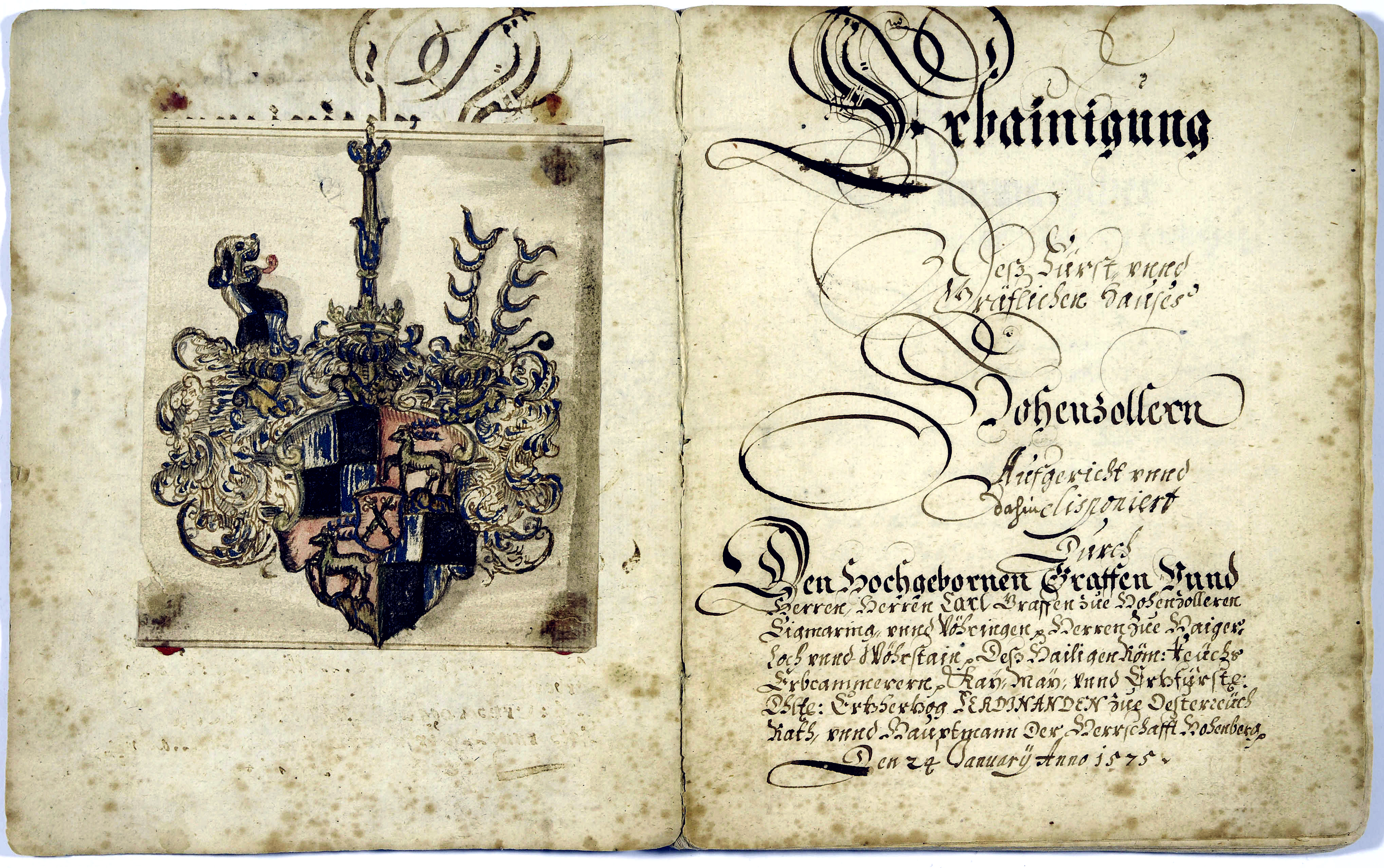
Erbeinigung der Grafen von Hohenzollern 1575 (Abschrift des Originals)

Karl war der älteste Sohn des Grafen Eitel Friedrich III. von Hohenzollern (1494–1525) aus dessen Ehe mit Johanna van Witthem († 1544), Tochter des Philipp, Herr von Beersel und Bautershem.
Kaiser Karl V. war ein persönlicher Freund seines Vaters und sein Taufpate, weswegen er den Namen Karl trug. Ebenso war Eleonore von Kastilien, Königin von Portugal respektive Spanien seine Taufpatin. Die guten Beziehungen zu Karl V. ermöglichten Karl später frühzeitig hohe Positionen im Reich zu bekleiden. Karl V. finanzierte Karl ab seinem 12. Lebensjahre eine Ausbildung in Madrid.
Der Graf war Reichserbkämmerer und später noch Reichshofratspräsident. Der Reichshofrat in Wien war eines der beiden höchsten Gerichte im Heiligen Römischen Reich. Die Stelle des Präsidenten erlangte Karl kurz nach seiner Volljährigkeit. Er erhielt 1534 von Kaiser Karl V. die Grafschaft Sigmaringen und die Grafschaft Veringen zur Regentschaft und 1535 von König Ferdinand I. als österreichisches Lehen. Sigmaringen gehörte zuvor den Grafen von Werdenberg. Im Pfullendorfer Vertrag vom 15. Februar 1540 verglich sich Karl mit Graf Friedrich von Fürstenberg, dem Erben des Allodialbesitzes, der ihm in Sigmaringen, Laiz und Inzigkofen Teile des Allods verkaufte.
Karl verfügte noch über die ungeteilten Besitzungen. Das Hausgut befand sich seit 1558 mit dem Tod des Hohenberger Vetters Jobst Nikolaus II. ungeteilt in seiner Hand. Die Besitzungen umfassten die Grafschaften Zollern, Sigmaringen, Veringen, Böhringen, Haigerloch und zudem Wehrstein. Nach Karls Tod 1576 wurde der Besitz unter seinen Söhnen aufgeteilt, und es entstanden vier Linien.
Das 1. Zollerische Hausgesetz von 1575 bestimmte die Einführung der Primogenitur. Der älteste Sohn Eitel Friedrich IV. erhielt Hohenzollern-Hechingen, das Stammland der Familie. Hohenzollern-Sigmaringen mit Böhringen fiel an Karl II., Hohenzollern-Haigerloch an Christoph. Der enterbte Sohn Joachim von Zollern begründete eine vierte Linie. Hohenzollern-Haigerloch erlosch 1634, und die Besitzungen wurden gemäß dem Hausgesetz von 1575 mit Hohenzollern-Sigmaringen vereinigt. Die Linie von Joachim von Zollern erlosch mit seinem Sohn Joachim Georg 1622 bereits wieder.

## Ehe und Kinder
Karl heiratete am 11. Februar 1537 Prinzessin Anna (1512–1579), Tochter des Markgrafen Ernst von Baden-Durlach, mit der er folgende Kinder hatte:
- Ferfried (1538–1556),
- Marie (1544–1611), Ehefrau des Schweikhard von Helfenstein (1539–1599), Präsident des Reichskammergerichtes, kaiserlicher Statthalter von Tirol, Autor, Publizist und Förderer der Katholischen Reform
- Eitel Friedrich IV. (1545–1605), Graf von Hohenzollern-Hechingen,
- Karl II. (1547–1606), Graf von Hohenzollern-Sigmaringen
- Johanna (1548–1604)
- Marie Jakobäa (1549–1578), Frau von Leonhard V. von Harrach (1542–1597)
- Eleonore (1551–1598)
- Christoph (1552–1592), Graf von Hohenzollern-Haigerloch
- Magdalena (1553–1571), Nonne in Holz
- Joachim (1554–1587), Graf zu Zollern
- Kunigunde (1558–1595), Nonne in Inzigkofen